# Hyun Bin
Hyun Bin (coréen : 현빈, aussi connu comme Hyeon Bin) (né Kim Tae Pyung le 25 septembre 1982) est un acteur et chanteur sud-coréen. 
Il est principalement connu pour ses rôles dans les dramas My Lovely Sam Soon (2005), Secret Garden (2010) , Hyde, Jekyll, Me (2015), Memories of the Alhambra (2018) et Crash Landing on You (2019).

## Filmographie

### Séries télévisées
| Année | Titre                       | Rôle                       | Chaîne |
| ----- | --------------------------- | -------------------------- | ------ |
| 2003  | Bodyguard                   | Harceleur                  | KBS2   |
| 2003  | Nonstop 4                   | Lui-même                   | MBC    |
| 2004  | Ireland                     | Kang Gook                  | MBC    |
| 2005  | My Lovely Sam Soon          | Hyun Jin-hun               | MBC    |
| 2005  | Nonstop 5                   | caméo                      | MBC    |
| 2006  | The Snow Queen              | Han Tae-woong/Han Deuk-gu  | KBS2   |
| 2008  | The World That They Live In | Jung Ji-oh                 | KBS2   |
| 2009  | Friend, Our Legend          | Han Dong-soo               | MBC    |
| 2010  | Secret Garden               | Kim Joo-won                | SBS    |
| 2015  | Hyde, Jekyll, Me            | Gu Seo-jin/Robin           | SBS    |
| 2018  | Memories of the Alhambra    | Yoo Jin-Woo (PDG de J One) | tvN    |
| 2019  | Crash Landing on You        | Ri Jeong-hyuk              | tvN    |

### Films
| Année | Titre                    | Rôle           |
| ----- | ------------------------ | -------------- |
| 2004  | Spin Kick                | Min-gyu        |
| 2005  | Daddy-Long-Legs          | Hyung-joon     |
| 2006  | Millionaire's First Love | Kang Jae-kyung |
| 2008  | I'm Happy                | Man-soo        |
| 2010  | Late Autumn              | Hoon           |
| 2011  | Come Rain Come Shine     |                |
| 2014  | The Fatal Encounter      | Roi Jeongjo    |
| 2017  | Confidential assignment  | Im Chul Ryung  |
| 2017  | The swindlers            | Ji Sung Who    |
| 2018  | The Negotiation          | Min Tae-gu     |
| 2018  | Rampant                  | Lee Chung      |

- 2024 : Harbin (하얼빈) de Woo Min-ho : Ahn Jung-geun

### Clip musicaux
| Année | Titre      | Artiste                       |
| ----- | ---------- | ----------------------------- |
| 2003  | "내탓이죠" | Herb 허브 (ft. Chae Young In) |
| 2005  | "Memory"   | Kim Bum Soo (ft. Lee Da Hae)  |
| 2006  | "Hey U"    | Lemon Tree                    |

## Discographie
| Année | Titre             | Notes                  |
| ----- | ----------------- | ---------------------- |
| 2010  | Dream in My Heart | Single                 |
| 2011  | Can't Have You    | Friend, Our Legend OST |
| 2011  | That Man          | Secret Garden OST      |

## Récompenses
Secret Garden
- 2011 47e Paeksang Arts Awards - Grand Prize award for TV
- SBS Drama Awards : Top Excellence Award, acteur dans un drama
- SBS Drama Awards : prix de la popularité des citoyens du Net
- SBS Drama Awards : Top Ten Stars
- SBS Drama Awards : meilleur duo avec Ha Ji-won

Snow Queen
- KBS Drama Awards : prix de la popularité
- KBS Drama Awards : prix de la popularité des citoyens du Net
- KBS Drama Awards : meilleur duo avec Sung Yu-ri

My Name is Kim Sam Soon
- Paeksang Arts Awards : prix de la popularité
- MBC Drama Awards : Top Excellence
- MBC Drama Awards : prix de la popularité
- MBC Drama Awards : meilleur duo avec Kim Sun Ah

## Vie privée
La relation entre Hyun Bin et l'actrice Son Ye-jin, sa partenaire dans Crash landing on you, a été confirmée le 1er janvier 2021 par leurs agences de management,. Ils se marient lors d'une cérémonie privée le 31 mars 2022.
Le 29 novembre 2022, l’agence de l’acteur confirme la naissance de leur fils.